# Major Label (Plattenfirma)
Major Label ist ein Plattenlabel aus Jena und Leipzig. Sowohl Produktion, Vertrieb als auch Auslieferung werden durch Major Label und für einen Teil der Produkte von Broken Silence aus Hamburg gewährleistet. Stilrichtungen sind Indie, Punk, New Wave, Elektronik und seit Ende 2007 auch Hörspiele. 

## Geschichte
Das Label wurde 1998 von Andreas Ettler, dem Bassisten von Verbrannte Erde und von Robert Stieler in Berga/Elster gegründet. Zuvor konnte Robert Stieler, in dem von ihm mit gegründeten Label Matatu Records Erfahrungen sammeln und diese mit in das neu gegründete Label einbringen.
Seit 2007 gehört Lars Nagler zum festen Bestandteil des Labels.
Inspiriert von renommierten deutschen Independent-Labels wie zum Beispiel Aggressive Rockproduktionen oder Weird System, musikalisch aber weit stärker dem Post-Punk zugeneigt, sollte Major Label im Laufe der Jahre ein ähnlich markantes Soundprofil bekommen.
Die ersten Veröffentlichungen waren soundmäßig noch recht klar im düsteren Post-Punk zu verorten. Als erstes Release erschien 1998 das dritte Studiotape von State of Emergency auf Vinyl. Dann folgte 1999 eine CD-Veröffentlichung von Serene Fall, einem Sideproject von EA 80 und 2000 eine Split 10" mit den beiden Bands Strahler 80 aus Österreich und Unabomber aus Hamburg, welche sich nach dem Pseudonym des US-amerikanischen Bombenattentäters Theodore Kaczynski benannt hatten. Ein Teil der Musiker von Unabomber ist in der Band Turbostaat aktiv.
Bis zum heutigen Tag sind auf Major Label ca. 80 Veröffentlichungen erschienen. Die musikalische Bandbreite erstreckt sich dabei mittlerweile und zunehmend deutlich über das Punk-Genre hinaus. 2002 veröffentlichte man zum Beispiel das  Instrumentalalbum Exit  der Band Guts Pie Earshot das nur mit den Instrumenten Cello, Bass und Drums aufgenommen wurde. Als ein ähnlicher Hybrid ist auch das Debütalbum Häßlich und Neu der Gruppe Kommando Sonne-nmilch um Brezel Göring von Stereo Total und Jens Rachut (Angeschissen, Dackelblut, Oma Hans, Blumen am Arsch der Hölle & Seuchenprinz) zu bewerten. Die skurrile Mischung aus Punk, Hörspiel und Minimalelektronik wurde in der Presse zunächst als „mutiger kommerzieller Selbstmord“  gefeiert. Das Album zählt bis heute zu den erfolgreichsten Labelreleases.
Das auf Major Label und Buback veröffentlichte Album Jamaica von Kommando Sonne-nmilch schaffte es in der Jahrespoll 2007 der Musikzeitschrift Spex auf Platz 3 in den Redaktionscharts. In Zusammenarbeit mit dem Hamburger Label Nobistor veröffentlichte man 2007 erstmals ein dreiteiliges Hörspiel. Jens Rachut als Autor entwickelt hier mit zum Teil prominenten Sprechern
(zum Beispiel Laura Tonke) und Musikern (Jonas Landerschier von Jan Delay oder Brezel Göring von Stereo Total) einen grotesken Gegenentwurf zur gängigen Schöpfungslehre. Die Hörspieltrilogie lief im November 2007 auf 1 Live des WDR 3.
Bis 2006 vertrieb das Label seine Veröffentlichungen selbst. Seit November 2006 gibt es einen ergänzenden Deal mit der Firma Broken Silence Independent Distribution GmbH aus Hamburg.

## Super Kamiokande Detector
2005 gründeten die Betreiber von Major Label das Sublabel Super Kamiokande Detector. Hier sind bis jetzt vier Tonträger erschienen, die auf Grund ihrer musikalischen Ausrichtung im Labelkatalog von Major Label nicht unterzubringen waren.

## Partnerlabels
Obwohl die meisten Platten in Eigenregie veröffentlicht werden, haben sich im Laufe der letzten 10 Jahre einige erfolgreiche Kollaborationen mit den folgenden Labels ergeben:
Buback, Nobistor, SM Musik, Rundling, Eastcore, Alerta Antifascista, Up-Art, Sacro K-Baalismo, Transit Records, Klabauter, Nix-Gut Records

## Künstler und Bands (Auszug)
- Bambix
- Boxhamsters
- Brockdorff Klang Labor
- Die Art
- Die Strafe
- Die Tödliche Doris
- EA80
- Fliehende Stürme
- Freunde der italienischen Oper
- Guts Pie Earshot
- Jens Rachut
- Johnnie Rook
- Kommando Sonne-nmilch
- L’Attentat
- Leatherface
- Razzia
- The Distorted Elvises
- Wissmut